# Abbosbek Mahstaliyev
Abbosbek Mahstaliyev (12 gennaio 1994) è un calciatore uzbeko, centrocampista del Sirdaryo FA.

## Caratteristiche tecniche
Gioca come trequartista.

## Carriera

### Club
Ha esordito nella massima serie uzbeka nel 2011, giocando 2 partite senza segnare con la maglia del Paxtakor. Nel 2012 ha giocato 4 partite senza mai segnare nella AFC Champions League e 16 partite in campionato, con 4 reti realizzate; anche l'anno seguente colleziona 4 presenze nella stessa competizione, oltre a 4 presenze in campionato, con un altro gol segnato.

### Nazionale
Nel 2011 ha segnato 3 reti in 4 presenze nei Mondiali Under-17. Nel 2012 con la nazionale under-19 raggiunge le semi-finali del Campionato asiatico di calcio Under-19 2012, nel quale gioca 5 partite senza mai segnare; partecipa ai Mondiali Under-20 2013, andando anche a segno nella prima partita della fase a gironi. Gioca poi da titolare anche nella seconda partita della fase a gironi, pareggiata 1-1 contro la Croazia. Il 2 luglio segna il suo secondo gol nel Mondiale nella partita vinta per 3-1 contro la Grecia, valida per gli ottavi di finale; il successivo 6 luglio gioca da titolare nella partita persa per 4-0 contro la Francia nei quarti di finale, che determina l'eliminazione della sua Nazionale dal torneo.

## Palmarès

### Club

#### Competizioni nazionali
- Campionato uzbeko: 2

Paxtakor: 2012, 2014
- Coppa dell'Uzbekistan: 1

Paxtakor: 2011